# 青木幹雄
青木幹雄（日语：／ Aoki Mikio，1934年6月8日—2023年6月11日）是一名日本政治人物，平成研究会重要领导人，日本自民党内重要领导人之一。

## 生平
青木曾捲入KSD事件。2000年曾短暂担任日本内阁临时代理首相，此后出任自民党参议院议会党团领袖，领导自民党内主要派系之一的旧桥本派，是日本首相小泉执政的主要支持者。2007年因自民党在参议院大选中惨败而引咎辞职，不再担任自民党参议院议会党团领袖职务。

## 荣誉
- 从三位
- 旭日大绶章（追授，2023年6月27日批准[1]）